# Кароль Герман Степень
Кароль Герман Степень (пол. Karol Herman Stępień OFMConv , *21 жовтня 1910 р., Лодзь, Польща — †19 липня 1943 року в Боровиковщина, Польща) — блаженний Римсько-Католицької Церкви, священник, монах ордену Братів Менших Конвентуальних Францисканців. Входить до 108 блаженних польських мучеників, беатифікованих папою римським Іваном Павлом II під час його відвідування Варшави 13 червня 1999 року.

## Біографія
В 1929 році вступив до Ордену Братів Менших Конвентуальних Францисканців. Навчався у Римі на папському факультеті святого Бонавентури. У 1937 році став священником, після чого продовжив теологічне навчання в Університеті ім. Яна Казимира у Львові, після закінчення якого здобув науковий ступінь магістра теології. Після здобуття освіти служив вікарієм в приходах, якими керували францисканці. 17 липня 1943 року був заарештований Гестапо у Першаях разом з настоятелем о. А. Пухала, та розстріляний і спалений 19 липня 1943 року.
З групи заарештованих було вбито лише двох священників, трупи яких гестапо спалило в сараї 19 липня 1943 року. Місце розстрілу вбитих у Боровиковщині було увічнено каплицею. Останки мучеників нині покояться в релікварії в церкві св. Георгія в Першаях.

## Беатифікація
13 червня 1999 року беатифікований папою римським Іваном Павлом II разом з іншими 108 блаженними мучениками закатованими за віру під час Другої світової війни у 1939—1945 роках.
День пам'яті — 12 червня.